# Liste der Kulturgüter im Kanton Glarus
Die Liste der Kulturgüter im Kanton Glarus bietet eine Übersicht zu Verzeichnissen von Objekten unter Kulturgüterschutz in den 3 Gemeinden des Kantons Glarus. Die Verzeichnisse enthalten Kulturgüter von nationaler, regionaler und lokaler Bedeutung.

## Kulturgüterlisten der Gemeinden
- Glarus
- Glarus Nord
- Glarus Süd